# Shani Davis
Shani Earl Davis (* 13. srpna 1982 Chicago, Illinois) je americký rychlobruslař a short trackař.
Na mistrovství světa juniorů poprvé startoval v roce 2000 (10. místo), v následujícím roce byl devátý, roku 2002 patnáctý. Od roku 2003 startuje mezi seniory a již od počátku získává medaile. V letech 2003, 2004, 2005 a 2008 vyhrál mistrovství Severní Ameriky a Oceánie, v letech 2005 a 2006 se stal světovým šampionem ve víceboji, v roce 2009 sprinterským mistrem světa. Ze světových šampionátů na jednotlivých tratích si dosud přivezl 15 medailí, z toho osm zlatých, především z tratí 1000 a 1500 m. Na Zimních olympijských hrách 2006 a 2010 získal čtyři cenné kovy, dvě zlata z kilometrové trati a dvě stříbra ze závodů na 1500 m, zúčastnil se také ZOH 2014 a 2018. Od roku 2005 startuje v závodech Světového poháru, jehož celkové pořadí již desetkrát vyhrál, šestkrát na trati 1000 m, čtyřikrát na trati 1500 m. V sezóně 2013/2014 také zvítězil v absolutním bodování Světového poháru, tzv. Grand World Cupu.
V letech 2005 a 2009 obdržel cenu Oscara Mathisena. Ziskem zlaté medaile v závodě na 1000 m na Zimních olympijských hrách v Turíně se stal prvním sportovcem tmavé pleti, který se na zimních hrách stal v individuální disciplíně olympijským vítězem. Od roku 2009 se nachází v čele rychlobruslařského Adelskalenderu. Je také držitelem světových rekordů ve velkém čtyřboji a na tratích 1000 a 1500 m.
V short tracku získal na Mistrovství světa 2005 bronzovou medaili ve štafetě na 5000 m.